# ميشيل دروكير
ميشيل دروكير (بالفرنسية: Michel Drucker)‏ هو مقدم برامج إذاعية وصحفي ومقدم تلفزيوني وكاتب فرنسي، ولد في 12 سبتمبر 1942 في Vire ‏ في فرنسا.

## وصلات خارجية
- ميشيل دروكير على موقع IMDb (الإنجليزية)
- ميشيل دروكير على موقع ألو سيني (الفرنسية)
- ميشيل دروكير على موقع ميوزك برينز (الإنجليزية)
- ميشيل دروكير على موقع ديسكوغز (الإنجليزية)
- ميشيل دروكير على موقع قاعدة بيانات الفيلم (الإنجليزية)